# Beiliu
Beiliu is een stad in de prefectuur Yulin, in de provincie Guangxi in China. Bij de volkstelling van 2020 had de stad 573.761 inwoners.
De bevolking hier spreekt een Kantonees dialect.